# کوگار (اکلاهما)
کوگار (به انگلیسی: Cogar) یک منطقهٔ مسکونی در ایالات متحده آمریکا است که در شهرستان کدو، اکلاهما واقع شده‌است.